# Un traître idéal
Pour plus de détails, voir Fiche technique et Distribution.
Un traître idéal (Our Kind of Traitor) est un film d'espionnage britannique réalisé par Susanna White, sorti en 2016, adaptation du roman Un traître à notre goût écrit par John Le Carré et publié en 2010.

## Synopsis
Perry et Gail sont en vacances en amoureux à Marrakech. Un soir, Perry rencontre un certain Dima, alors que Gail doit s'absenter pour son travail. Perry se lie rapidement avec ce mystérieux Russe. Perry va rapidement découvrir qu'il blanchit de l’argent pour la mafia russe. Contre toute attente, Dima demande à Perry de remettre une clé USB au MI6 lors de son retour à Londres. Dima souhaite livrer des informations explosives aux services secrets britanniques en échange de la protection de sa famille. Perry et Gail sont alors embarqués dans cette affaire, qui les mène entre Paris et Berne.

## Fiche technique
Sauf indication contraire, les informations mentionnées dans cette section peuvent être confirmées par la base de données cinématographiques IMDb,  présente dans la section « Liens externes ».
- Titre français : Un traître idéal
- Titre original : Our Kind of Traitor
- Réalisation : Susanna White
- Scénario : Hossein Amini, d'après Un traître à notre goût de John le Carré
- Direction artistique : Sarah Greenwood
- Décors : James Foster
- Costumes : Julian Day
- Superviseur coiffures et maquillage (France) : Frédérique Arguello
- Montage : Tariq Anwar
- Musique : Marcelo Zarvos
- Photographie : Anthony Dod Mantle
- Coproducteur : Raphaël Benoliel
- Production : Andrea Calderwood, Simon Cornwell, Stephen Cornwell et Gail Egan
- Sociétés de production : The Ink Factory et Potboiler Productions
- Société de distribution : Studiocanal (France)
- Pays d’origine :  Royaume-Uni
- Langue originale : anglais
- Format : couleur - 2,35:1 - son Dolby numérique
- Genre : espionnage, thriller
- Durée : 108 minutes
- Dates de sortie :

 Royaume-Uni : 6 mai 2016
 France : 15 juin 2016

## Distribution
- Ewan McGregor (VF : Dimitri Rataud) : Perry MacKendrick
- Stellan Skarsgård (VF : Sacha Vikouloff) : Dima
- Damian Lewis (VF : Jean-Pierre Michaël) : Hector
- Naomie Harris (VF : Aurélie Konaté) : Gail MacKendrick
- Mark Gatiss : Billy Matlock
- Khalid Abdalla : Luke
- Jeremy Northam (VF : Patrick Delage) : Aubrey Longrigg
- Saskia Reeves : Tamara, l’épouse de Dima
- Pawel Szajda : Pacha
- Mark Stanley : Ollie
- Alec Utgoff : Niki
- Velibor Topić : Emilio Del Oro
- Alicia von Rittberg : Natasha, la fille de Dima
- Grigori Dobryguine : le Prince des Vors
- Marek Oravec (VF : François Santucci) : Andrei
- Katia Elizarova : Katia

 Source et légende : version française (VF) sur RS Doublage
Doublage (langue française et russe):
Anna Sofronova ,
Thaïs Kedroff.

## Production

### Attribution des rôles
Ralph Fiennes devait initialement incarner Dima mais il a été contraint de se désister.

### Tournage
Le tournage a eu lieu à Londres (notamment aux abords de l'Emirates Stadium), en France (Paris, Nanterre aux tours Aillaud (ou tours Nuage) et Pralognan-la-Vanoise), à Moscou, à Berne, à Marrakech.